# Neochavesia eversi
Neochavesia eversi är en insektsart som först beskrevs av John Wyman Beardsley 1970. 
Neochavesia eversi ingår i släktet Neochavesia och familjen ullsköldlöss. Inga underarter finns listade i Catalogue of Life.